# Войтюк Євген Віталійович
Войтюк Євген Віталійович — доброволець, сержант Збройних сил України.
В мирний час проживає у Романівському районі.

## Нагороди
За особисту мужність, сумлінне та бездоганне служіння Українському народові, зразкове виконання військового обов'язку відзначений — нагороджений
- орденом «За мужність» III ступеня (3.11.2015).